# گئورگ چوبار
گئورگ هوهانسی چوبار (ارمنی: Գևորգ Հովհաննեսի Չուբար؛  زادهٔ ۱ نوامبر ۱۸۶۴ - درگذشته ۲۹ سپتامبر ۱۹۳۰)، بازیگر، مترجم و نویسنده اهل ارمنستان بود. وی یکی از بنیانگذاران تئاتر آدامیان دون روستوف (ارمنی: Դոնի Ռոստովի Ադամյանի անվան թատրոն) (۱۹۲۲) است.

## زندگی‌نامه
وی با نام اصلی چوباریان (ارمنی: Չուբարյան) در ۱ نوامبر ۱۸۶۴ در ناخیجوان-نا-دونو به دنیا آمد و از انستیتو زبان‌های شرقی لازاروف و دانشگاه دولتی مسکو فارغ‌التحصیل گشت.  وی در ۲۹ سپتامبر ۱۹۳۰ در سن ۶۵ سالگی در روستوف-نا-دونو درگذشت.

## یادداشت
1. ↑  Nakhichevan-on-Don